# Objecte volador no identificat

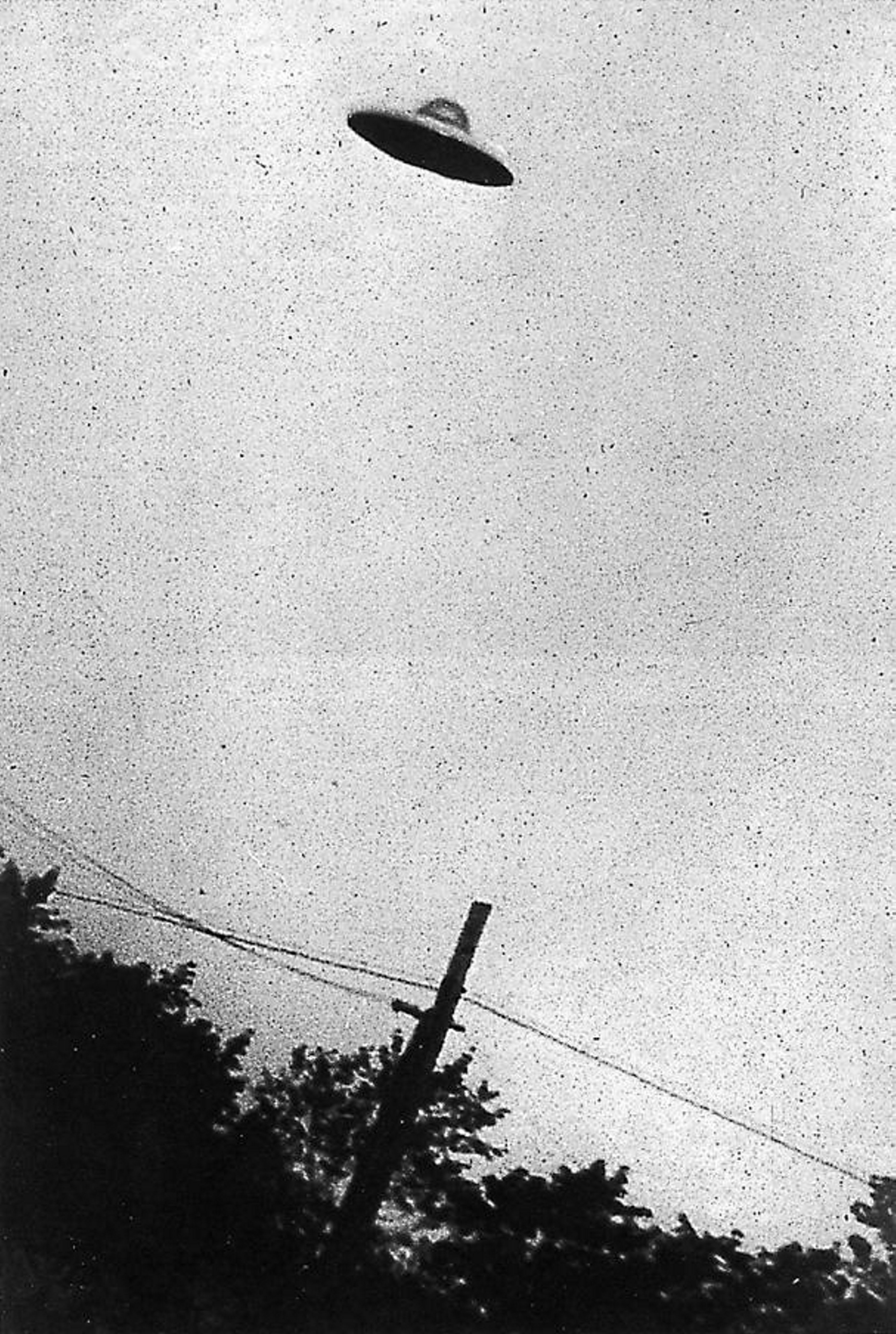
Fotografia d'un presumpte OVNI a Passaic, presa el 31 de juliol de 1952.

La definició més genèrica d'un objecte volador no identificat, o ovni, és qualsevol objecte volador o fenomen que no es pugui identificar per l'observador. Els diversos estudis demostren que després de les investigacions la majoria d'ovnis són generalment identificats, convertint-se en objectes identificats. Per això, algunes definicions més estrictes reserven l'etiqueta "ovni" només per a aquells casos en què els objectes continuen sent inexplicats després d'una investigació apropiada.
Els termes plat volador o plat volant són expressions populars, sinònims d'ovni. Un 10% dels casos no poden explicar-se satisfactòriament agrupant el conjunt d'informacions dels casos ovni encara no resolts. Els creients d'aquests fenòmens argumenten que a la dècada dels 50, els serveis secrets americans en conjunt amb els d'altres nacions perfilaren l'estratègia d'ocultació que es faria del fenomen ovni. La seva metodologia és senzilla de bon principi, limitant-se reiteradament a negar-ne la veracitat dels testimonis de qui han tingut alguna mena d'albirament. Hi ha qui diu que en determinats casos espectaculars i evidents s'han utilitzat mètodes de pressió més convincents, sigui l'extorsió i l'amenaça a testimonis així com el segrest i ocultament de proves.

## Història
Els fenòmens aeris inusuals s'han repetit al llarg de la història. Alguns d'aquests fenòmens eren indubtablement de naturalesa astronòmica: els cometes, els meteorits brillants, un o més dels cinc planetes que es poden veure a simple vista, les conjuncions planetàries, o fenòmens òptics atmosfèrics com ara sols simulats i núvols lenticulars.
El que avui dia es coneix amb el "fenomen ovni" és fonamentalment un fenomen de la segona meitat del segle xx. Hi ha qui igualment ha interpretat algunes imatges bíbliques i d'altres tradicions com antics albiraments "ovni".
Molts sostenen que des del passat més remot, l'ésser humà va intentar expressar el que veia d'acord amb el seu enteniment, relacionant les distintes manifestacions amb objectes coneguts, mantenint d'aquesta manera la semblança amb l'observat. Però si aquests vehicles aeris podrien ser tripulats, produint-s'hi el contacte amb els eventuals observadors, transmetent-los ensenyaments diversos, se'ls va poder acudir anomenar-los "naus"... vehicle dels déus, carros de foc, vimanes, discos solars, núvols, nous de foc, el Borax Resplandent, Núvols amb Àngels, carro Pushpaka, Vimanes, Maruts, en el Ramaiana Hindú. Escut que Vola, Llums Còsmiques, Vehicles dels Déus, Perles Lluminoses, Discos Solars, Fletxes Ígnies, Serps dels Núvols, Escut Jacent, Esferes transparents i altres cent noms en distintes cultures de la Terra, com a possible exemple de les diferents naus aèries que anaven pels cels. La hipòtesi no deixa de ser una explicació amb caire religiós.
Els investigadors "moderns" d'aquest fenomen defineixen com el primer albirament documentat modern el succeït a Xile el 1868. Fou publicat al periòdic "El Constituyente" de la ciutat de Copiapó i feia referència a l'ovni com "un volàtil desconegut" i darrerament, aqueix mateix any, com un grup d'"estels fugaços" o "bòlids" que creuaven el cel. El fenomen s'observà molts cops en aquella zona durant aquell any, i és considerat pels ufòlegs com la primera onada del "fenomen ovni".
L'explosió mediàtica definitiva del tema va néixer el juny de 1947, quan el pilot nord-americà Kenneth Arnold va declarar haver vist una sèrie de nou objectes que reflectien la llum del Sol a certa distància de l'aparell, als encontorns del Mont Rainier, Washington. Arnold declarà que tenien una forma semblant a la d'una ala delta o un bumerang, marxaven veloçment i es movien com ho faria un disc que rebota a la superfície de l'aigua. Els periòdics tergiversaren les paraules d'Arnold, descrivint els objectes com plats voladors.
A partir d'aquest fenomen, i mercès a l'errada de la premsa, començaren a succeir albiraments d'objectes en forma de «plat volador», de manera que aquest detall va terminar influint i entrant al folklore popular, convertint-se en una invariant en els anys successius.
Posteriorment, altres formes d'ús, triangulars desplaçaren parcialment a la clàssica. Pocs dies després del succés d'Arnold, es va produir el conegut com el famós «Albirament de Roswell», 
on suposadament una aeronau tripulada per humanoides s'estavellà a Nou Mèxic, prop d'una base militar nord-americana. El Govern va desmentir qualsevol intervenció extraterrestre en l'assumpte, tot i ser el responsable de la base de Roswell qui en un primer moment va declarar a la premsa que l'Exèrcit dels Estats Units havia capturat un plat volador, això va provocar encara més confusió. Les troballes es definiren com a part d'experiments militars secrets. Actualment va confirmar-se que les operacions realitzades als éssers i l'existència d'aquests éssers eren totalment falses, només eren maniquís que foren utilitzats i enregistrats amb intencions lucratives.

## Edat mitjana i Renaixement
En aquesta època es parla sobretot de fenòmens ocults, amb teòrics com Agripa o Paracels. La influència de la religió és real, puix que els fenòmens celestials es consideren advertències divines o expressions malèfiques de les quals en són responsables mags i bruixes.
Al Japó, la nit del 24 de setembre del 1235, el general Yoritsume i el seu exèrcit van observar a prop de Kioto unes esferes de llum no identificades que feien moviments erràtics. Els seus consellers li van dir que "no es preocupés, ja que només era el vent que feia oscil·lar les estrelles".

## Opinions del fenomen ovni
Des de juny de 1947 fins als nostres dies, l'assumpte es debat entre la credulitat de testimonis dels suposats albiraments i de l'escepticisme de la ciència, davant la manca de proves que demostrin el fenomen.
Són molts els albiraments del fenomen, hi ha una gran quantitat de fotografies i vídeos que mostren ovni, i fins i tot documents i informes militars desclassificats. S'han donat casos d'avions comercials on un gran nombre de passatgers han vist al mateix temps un fenomen d'aquesta mena, i fins al dia d'avui no s'han pogut demostrar que totes aquestes proves siguin falsificacions o producte d'al·lucinacions. Els defensors de la naturalesa extraterrestre dels ovni es basen en això i en el fet que, segons la seva opinió, molts dels postulats de la ciència manquen també de la necessària confirmació. També indiquen que un 10% dels casos no poden ser explicats satisfactòriament englobant el conjunt d'informacions dels casos ovni encara no resolts.
Els creients d'aquests fenòmens igualment argumenten que a la dècada dels 50, els serveis secrets americans en conjunt amb els d'altres nacions perfilaren l'estratègia d'ocultació que es faria del fenomen ovni.